# Kolohousenka
Kolohousenka era una famiglia di carri armati leggeri cecoslovacchi a trazione ibrida cingolata/ruotata, prodotta da Škoda, ČKD e Tatra.

## Storia
Dopo la comparsa dei primi carri armati nella prima guerra mondiale, la Cecoslovacchia iniziò a produrre propri carri. Poiché i due svantaggi principali dei primi carri erano la breve durata dei cingoli e la bassa velocità, i cecoslovacchi decisero di sviluppare un mezzo che poteva spostarsi sia sui cingoli che su ruote.
Nel 1923, l'Esercito cecoslovacco acquisì i progetti di un carro dotato di trazione ibrida su ruote e cingoli dall'ingegnere tedesco Joseph Vollmer. Škoda, ČKD e Tatra produssero i primi due prototipi della serie Kolohousenka sotto la denominazione KH-50, dove la cifra indica la potenza del motore in cavalli vapore. 

### KH-50
Il KH-50 venne progettato come trattore d'artiglieria sulla base del telaio del trattore Hanomag WD-50. L'equipaggio era costituito da due membri, con il conduttore posizionato sulla parte frontale del mezzo.
Il telaio combinava ruote e cingoli. Le quattro ruote potevano essere abbassate o sollevate, dando al veicolo prestazioni ottimali rispettivamente negli spostamenti su strada e nei percorsi fuoristrada. Il passaggio dall'una all'altra configurazione richiedeva 15 minuti di tempo e l'ausilio di una rampa.
Il KH-50 aveva una corazzatura di 15 mm sul frontale ed era mosso da un motore posteriore da 50 hp. La velocità era di 15 km/h su cingoli e 35 su ruote.
I due prototipi realizzati furono sottoposti a prove ma entrambi si guastarono dopo poco. Uno dei prototipi si danneggiò gravemente e venne demolito. L'Esercito cecoslovacco rifiutò il prototipo e il mezzo non vide mai la produzione di serie.
Škoda, ČKD e Tatra continuarono a lavorare al progetto sviluppando due varianti con motori potenziati a 60 e 70 hp.

### KH-60
Il KH-60 fu realizzato modificando l'unico prototipo sopravvissuto del KH-50. Il mezzo era armato con un cannone 37mm ÚV vz. 38 in torretta cilindrica. La potenza del motore era aumentata a 60 hp. Vennero realizzati in tutto due veicoli, esportati in Unione Sovietica.

### KH-70
Il KH-70 era una ulteriore variante del KH-50. Il mezzo era armato con due mitragliatrici Schwarzlose in torretta. Il motore venne portato a 70 hp e sul retro del mezzo venne aggiunta una coda per aiutare il veicolo nel superamento delle trincee. Venne prodotto un mezzo, esportato nel Regno d'Italia.